# Półwysep Rybacki
Półwysep Rybacki (ros. Полуостров Рыбачий, norw. Fiskerhalvøya, fiń. Kalastajasaarento) – półwysep w Rosji, północno-zachodnia odnoga półwyspu Kolskiego.
Półwysep wysunięty jest w Morze Barentsa. Jego powierzchnię stanowi wyżynny płaskowyż, który na północy stromo opada ku oceanowi. Tworzą go łupki metamorficzne, kwarcyty i wapienie. Na półwyspie występuje roślinność tundrowa. Wysokości nie przekraczają 299 m.